# Marita Camacho Quirós
Marita del Carmen Camacho Quirós (San Ramón, 10 de març de 1911 - San José, 20 de juny de 2025) va ser una política, primera dama i supercentenària costa-riquenya; vídua de l'expresident de Costa Rica, Francisco Orlich Bolmarcich que va exercir el càrrec durant el període comprès entre 1962 i 1966.
Com supercentenària, és la persona verificada més longeva de Costa Rica de la seva història, la cònjuge d'un cap d'Estat de més edat en el món. Va ser fins al moment de la seva mort la novena persona viva més longeva del món.

## Biografia
Va néixer en San Ramón, el 10 de març de 1911, i els seus pares van ser Salustio Camacho i Zeneida Quirós, que eren agricultors. Es va casar amb l'empresari i polític Francisco Orlich Bolmarcich a la ciutat de Naranjo, el dia 16 d'abril de 1932.
El 8 de maig de 1962, quan Orlich va assumir la presidència, també ho va fer Marita sota el càrrec de primera dama. Va mantenir el càrrec fins al 8 de maig de 1966, dia en què José Joaquín Trejos va esdevenir el nou president.
Va ser la primera dama cònjuge d'un Cap d'Estat costa-riqueny que més temps va sobreviure després de deixar el càrrec, amb 59 anys i 43 dies, i també la que més temps va sobreviure al seu cònjuge, amb 55 anys i 234 dies.
Com a primera dama, va treballar activament en favor de la infància; va promoure albergs infantils, escoles, menjadors escolars i centres comunals en tot el país. A més, va donar suport a la creació de l'Hospital Nacional de Nens, inaugurat el 1964.
Va viatjar en diverses ocasions a l'exterior amb el seu espòs en qualitat de primera dama.